# Добој (Какањ)
Добој је насељено мјесто у Босни и Херцеговини, у општини Какањ, које административно припада Федерацији Босне и Херцеговине. Према попису становништва из 1991. у насељу је живјело 2.516 становника.

## Становништво
| Националност       | 1991.          | 1981.          | 1971.          |
| Муслимани          | 1.973 (78,41%) | 1.794 (75,44%) | 1.805 (83,21%) |
| Срби               | 171 (6,79%)    | 142 (5,97%)    | 196 (9,03%)    |
| Хрвати             | 154 (6,12%)    | 181 (7,61%)    | 145 (6,68%)    |
| Југословени        | 131 (5,20%)    | 223 (9,37%)    | 7 (0,32%)      |
| остали и непознато | 87 (3,45%)     | 38 (1,59%)     | 16 (0,73%)     |
| Укупно             | 2.516          | 2.378          | 2.169          |